# Гюшан (об'єднання муніципалітетів От-Валле-д'Ор)
Гюша́н, Ґюшан (фр. Guchan) — муніципалітет у Франції, у регіоні Окситанія, департамент Верхні Піренеї. Населення — 151 особа (01.01.2021).
Муніципалітет розташований на відстані близько 690 км на південь від Парижа, 125 км на південний захід від Тулузи, 50 км на південний схід від Тарба.

## Назва
У департаменті Приморська Сена є два муніципалітети, назви яких передаються українською як Гюшан: Guchan та Guchen. Обидва муніципалітети знаходяться в окрузі Баньєр-де-Бігорр та кантоні Нест, Ор і Лурон, але входять до різних об'єднань муніципалітетів: Guchan належить до От-Валле-д'Ор (фр. Haute Vallée d'Aure), а Guchen — до Везьо-д'Ор (фр. Véziaux d'Aure).

## Історія
До 2015 року муніципалітет перебував у складі регіону Південь-Піренеї. Від 1 січня 2016 року належить до нового об'єднаного регіону Окситанія.

## Демографія
Динаміка населення (INSEE ):
Розподіл населення за віком та статтю (2006):
| Стать | Всього | До 15 років | 15-24 | 25-44 | 45-64 | 65-85 | Понад 85 |
| --- | ------ | ----------- | ----- | ----- | ----- | ----- | -------- |
| Чоловіки | 60     | 8           | 4     | 20    | 20    | 4     | 4        |
| Жінки | 88     | 32          | 8     | 24    | 16    | 8     | 0        |
| \| Статево-вікова піраміда \| Статево-вікова піраміда \| Статево-вікова піраміда \| \| ----------------------- \| ----------------------- \| ----------------------- \| \| Чоловіки \| Вік \| Жінки \| \| 4 \| 85 + \| 0 \| \| 4 \| 80-84 \| 0 \| \| 0 \| 75-79 \| 8 \| \| 0 \| 70-74 \| 0 \| \| 0 \| 65-69 \| 0 \| \| 4 \| 60-64 \| 4 \| \| 4 \| 55-59 \| 4 \| \| 8 \| 50-54 \| 4 \| \| 4 \| 45-49 \| 4 \| \| 8 \| 40-44 \| 4 \| \| 8 \| 35-39 \| 12 \| \| 4 \| 30-34 \| 4 \| \| 0 \| 25-29 \| 4 \| \| 4 \| 20-24 \| 0 \| \| 0 \| 15-20 \| 8 \| \| 0 \| 10-14 \| 16 \| \| 8 \| 5-9 \| 4 \| \| 0 \| 0-4 \| 12 \| |        |             |       |       |       |       |          |
| Статево-вікова піраміда |        |             |       |       |       |       |          |
| Чоловіки | Вік    | Жінки       |       |       |       |       |          |
| 4 | 85 +   | 0           |       |       |       |       |          |
| 4 | 80-84  | 0           |       |       |       |       |          |
| 0 | 75-79  | 8           |       |       |       |       |          |
| 0 | 70-74  | 0           |       |       |       |       |          |
| 0 | 65-69  | 0           |       |       |       |       |          |
| 4 | 60-64  | 4           |       |       |       |       |          |
| 4 | 55-59  | 4           |       |       |       |       |          |
| 8 | 50-54  | 4           |       |       |       |       |          |
| 4 | 45-49  | 4           |       |       |       |       |          |
| 8 | 40-44  | 4           |       |       |       |       |          |
| 8 | 35-39  | 12          |       |       |       |       |          |
| 4 | 30-34  | 4           |       |       |       |       |          |
| 0 | 25-29  | 4           |       |       |       |       |          |
| 4 | 20-24  | 0           |       |       |       |       |          |
| 0 | 15-20  | 8           |       |       |       |       |          |
| 0 | 10-14  | 16          |       |       |       |       |          |
| 8 | 5-9    | 4           |       |       |       |       |          |
| 0 | 0-4    | 12          |       |       |       |       |          |

## Економіка
2010 року серед 99 осіб працездатного віку (15—64 років) 67 були активними, 32 — неактивними (показник активності 67,7%, у 1999 році було 63,6%). З 67 активних мешканців працювали 64 особи (33 чоловіки та 31 жінка), безробітними було 3 (1 чоловік та 2 жінки). Серед 32 неактивних 12 осіб було учнями чи студентами, 13 — пенсіонерами, 7 були неактивними з інших причин.

У 2010 році в муніципалітеті числилось 53 оподатковані домогосподарства, у яких проживали 140,0 особи, медіана доходів виносила 20 989,5 євро на одного особоспоживача